# MUSC Health Women’s Open
MUSC Health Women’s Open – żeński turniej tenisowy kategorii WTA 250 zaliczany do cyklu WTA Tour, rozgrywany na kortach ceglanych w Charleston w sezonie 2021.

## Mecze finałowe

### Gra pojedyncza kobiet
| Rok  | Zwyciężczyni | Finalistka | Wynik         |
| 2021 | Astra Sharma | Uns Dżabir | 2:6, 7:5, 6:1 |

### Gra podwójna kobiet
| Rok  | Zwyciężczynie                     | Finalistki                | Wynik             |
| 2021 | Hailey Baptiste Catherine McNally | Ellen Perez Storm Sanders | 6:7(4), 6:4, 10–6 |